# 한국철도공사 7200호대 디젤 기관차
7200호대  특대형 디젤 기관차인 7500호대 디젤 기관차 중 40량을 여객 겸용으로 개조한 한국철도공사의 디젤 기관차이다. 과거 철도청의 여객 전용 도색과 화물 전용 도색, 1993년경부터의 철도청 역삼각 CI 도색을 거쳐 현재의 한국철도공사 CI 도색까지 모두 적용된 차량이다. 현재는 40량 모두 퇴역하였다.

## 기술적 사양
7200호대 디젤 기관차의 원래 모델명은 GT26CW이다. 이 모델은 본래 미국에서 주로 중단거리 화물에 사용되던 것과 같은 것으로서, 대한민국에서 고속 여객 열차를 끌기 위해 알맞게 조정하여 도입되었다. 2행정 160리터급 16기통 V형 하이브리드 터보 디젤 엔진을 얹어 3000마력의 출력을 내며, 전동기 구성은 2직3병렬로 기동하여 50~60km/h에서 6직렬 회로로 전이된다. 따라서 이 속도대역에서 회로변경으로 인한 전이충격 현상이 있는 것이 특징이다. 대차의 차륜배열은 전형적인 C-C축으로 되어 있으며, 제어대는 오른쪽에 직각으로 설치되어 있기 때문에 시야가 제한되어 부기관사가 반드시 동승하도록 되어 있다. 1986년 철도청의 열차 고속화 정책에 의하여 7500호대 디젤 기관차를 고속여객용에 사용하기 위해 기어비만 7100호대 디젤 기관차와 동일하게 개조하였기 때문에 7100호대와 사양이 같다.

## 현황
총 40량이 7500호대 디젤 기관차로부터 개조되어 도입되었다. 7212호 1량이 보존되고 있다.
| 차호   | 시리얼   | 도입 시기        | 운행 중단 시기   | 비고 |
| ------ | -------- | ---------------- | ---------------- | --- |
| 7201호 | 713550   | 1975년 9월 30일  | 2008년 10월 31일 | 구 7576호에서 개번. 2010년 이란으로 수출 매각되었다. 이란에서 운행하였으나 만료되었고 고철 매각되었다. |
| 7202호 | 37261    | 1971년 7월 26일  | 2009년 1월 31일  | 구 7548호에서 개번. 2011년 고철 매각되었다. |
| 7203호 | 37262    | 1971년 7월 26일  | 2009년 1월 31일  | 구 7549호에서 개번. 2010년 이란으로 수출 매각되었다. 이란에서 운행하였으나 만료되었고 고철 매각되었다. |
| 7204호 | 37263    | 1971년 7월 26일  | 2008년 12월 31일 | 구 7550호에서 개번. 2010년 이란으로 수출 매각되었다. 이란에서 운행하였으나 만료되었고 고철 매각되었다. |
| 7205호 | 713525   | 1975년 9월 30일  | 2013년 6월 30일  | 구 7551호에서 개번. 2018년 고철 매각되었다. |
| 7206호 | 713526   | 1975년 9월 30일  | 2013년 6월 30일  | 구 7552호에서 개번. 2020년 고철 매각되었다. |
| 7207호 | 713527   | 1975년 9월 30일  | 2009년 1월 31일  | 구 7553호에서 개번. 대구차량사업소에서 유치중이었다가 2011년 이란으로 수출 매각되었다. 이란에서 운행하였으나 만료되었고 고철 매각되었다. |
| 7208호 | 713528   | 1975년 9월 30일  | 2013년 6월 30일  | 구 7554호에서 개번. 김천기관차 사업소 구내에 보존 중이였으나 계획이 백지화되어 김천에서 신창원으로 회송되었고 대차, 내부 부품은 수출후 차체는 2022년 고철 매각되었다. |
| 7209호 | 713529   | 1975년 9월 30일  | 2008년 10월 31일 | 구 7555호에서 개번. 2010년 고철 매각되었다. |
| 7210호 | 713530   | 1975년 9월 30일  | 2009년 1월 31일  | 구 7556호에서 개번. 2010년 이란으로 수출 매각되었다. 이란에서 운행하였으나 만료되었고 고철 매각되었다. |
| 7211호 | HDRS7901 | 1979년 9월 20일  | 2009년 1월 31일  | 구 7581호에서 개번. 현대차량에서 제작한 대한민국 최초의 국산 디젤 기관차로서, 1979년 제작되어 1년간 시운전하였다. 2011년 이란으로 수출 매각되었다. 이란에서 운행하였으나 만료되었다.                                                                                       |
| 7212호 | 713532   | 1975년 9월 30일  | 2013년 6월 30일  | 구 7558호에서 개번. 진해선 경화역에 새마을호 객차 2량과 함께 보존 중이며, 현재 유일하게 남아있는 7200호대 차량이다. |
| 7213호 | 713533   | 1975년 9월 30일  | 2013년 6월 30일  | 구 7559호에서 개번. 2018년 고철 매각되었다. |
| 7214호 | 713534   | 1975년 9월 30일  | 2013년 6월 30일  | 구 7560호에서 개번. 김천기관차 사업소 구내에 보존 중이였으나 계획이 백지화되어 김천에서 신창원으로 회송되었고 대차, 내부 부품은 수출후 차체는 2022년 고철 매각되었다. |
| 7215호 | 713535   | 1975년 9월 30일  | 2009년 1월 31일  | 구 7561호에서 개번. 2018년 고철 매각되었다. |
| 7216호 | 713536   | 1975년 9월 30일  | 2013년 6월 30일  | 구 7562호에서 개번. 2018년 고철 매각되었다. |
| 7217호 | 713537   | 1975년 9월 30일  | 2009년 12월 31일 | 구 7563호에서 개번. 경북선 점촌역에 보존되고 있었으나 2012년 고철 매각되었다. |
| 7218호 | 713538   | 1975년 9월 30일  | 2013년 6월 30일  | 구 7564호에서 개번. 2018년 고철 매각되었다. |
| 7219호 | HDRS8003 | 1980년 1월 31일  | 2009년 1월 31일  | 구 7584호에서 개번. 2010년 고철 매각되었다. |
| 7220호 | 713540   | 1975년 9월 30일  | 2008년 12월 31일 | 구 7566호에서 개번. 2010년 고철 매각되었다. |
| 7221호 | HDRS8006 | 1980년 12월 31일 | 2009년 1월 31일  | 구 7587호에서 개번. 2018년 고철 매각되었다. |
| 7222호 | HDRS8007 | 1980년 12월 31일 | 2009년 1월 31일  | 구 7588호에서 개번. 1993년 8월 21일 경전선 벌교역-순천역 사이에서 산사태로 대파되어, 부산철도차량정비단에서 1995년 10월 26일에 복구를 완료하였다. 2018년 고철 매각되었다. 영화부산행에 나온차량이다.                                                                       |
| 7223호 | 713543   | 1975년 9월 30일  | 2008년 10월 31일 | 구 7569호에서 개번. 2010년 고철 매각되었다. |
| 7224호 | 713544   | 1975년 9월 30일  | 2008년 10월 31일 | 구 7570호에서 개번. 2010년 이란으로 수출 매각되었다. 이란에서 운행하였으나 만료되었고 고철 매각되었다. |
| 7225호 | HDRS89   | 1980년 12월 31일 | 2009년 1월 31일  | 구 7589호에서 개번. 2012년 파키스탄으로 수출 매각되었다. |
| 7226호 | HDRS90   | 1980년 12월 31일 | 2008년 12월 31일 | 구 7590호에서 개번. 2010년 이란으로 수출 매각되었다. 이란에서 운행하였으나 만료되었고 고철 매각되었다. |
| 7227호 | 713547   | 1975년 9월 30일  | 2009년 1월 31일  | 구 7573호에서 개번. 영주역에 보존되었다가 2012년 고철 매각되었다. |
| 7228호 | 713548   | 1975년 9월 30일  | 2013년 6월 30일  | 구 7574호에서 개번. 김천기관차 사업소 구내에 보존 중이였으나 계획이 백지화되어 김천에서 신창원으로 회송되었고 대차, 내부 부품은 수출후 차체는 2022년 고철 매각되었다. |
| 7229호 | HDRS91   | 1980년 12월 31일 | 2008년 3월 24일  | 구 7591호에서 개번. 2010년 고철 매각되었다. |
| 7230호 | HDRS92   | 1980년 12월 31일 | 2009년 1월 31일  | 구 7592호에서 개번. 2010년 고철 매각되었다. |
| 7231호 | HDRS93   | 1980년 12월 31일 | 2009년 1월 31일  | 구 7593호에서 개번. 2010년 이란으로 수출 매각되었다. 이란에서 운행하였으나 만료되었고 고철 매각되었다. |
| 7232호 | 713553   | 1975년 9월 30일  | 2013년 6월 30일  | 구 7579호에서 개번. 김천기관차 사업소 구내에 보존 중이였으나 계획이 백지화되어 김천에서 신창원으로 회송되었고 대차, 내부 부품은 수출후 차체는 2022년 고철 매각되었다. |
| 7233호 | 713551   | 1975년 9월 30일  | 2013년 6월 30일  | 구 7577호에서 개번. 2018년 고철 매각되었다. |
| 7234호 | 713549   | 1975년 9월 30일  | 2009년 1월 31일  | 구 7575호에서 개번. 2011년 이란으로 수출 매각되었다. 이란에서 운행하였으나 만료되었고 고철 매각되었다. |
| 7235호 | HDRS94   | 1980년 12월 31일 | 1994년 12월 30일 | 구 7594호에서 개번. 1994년 12월 4일, 경부선 성환역 구내 두포건널목에서 유조트럭과 충돌하는 사고로 대파되어, 폐차 발령됨. |
| 7236호 | 713531   | 1975년 9월 30일  | 2013년 6월 30일  | 구 7557호에서 개번. 한국철도공사의 디젤 기관차 가운데, 초록색과 노란색이 섞인 철도청 구 도색을 적용한 최후의 차량이었다. 김천기관차 사업소 구내에 보존 중이였으나 계획이 백지화되어 김천에서 신창원으로 회송되었고 대차, 내부 부품은 수출후 차체는 2022년 고철 매각되었다. |
| 7237호 | 713552   | 1975년 9월 30일  | 2013년 6월 30일  | 구 7578호에서 개번. 2018년 고철 매각되었다. |
| 7238호 | HDRS95   | 1980년 12월 31일 | 2009년 1월 31일  | 구 7595호에서 개번. 영주역에 보존되었다가 2018년 고철 매각되었다. |
| 7239호 | 713554   | 1975년 9월 30일  | 2017년 4월 4일   | 구 7580호에서 개번. 심한 노후화로 인해 조기에 폐차 발령됨. 2018년 고철 매각되었다. |
| 7240호 | HDRS96   | 1980년 12월 31일 | 2019년 7월 10일  | 구 7596호에서 개번. 심한 노후화로 인해 조기에 폐차 발령됨. 2019년 유일한 쪽문(부기관사 문) 기관차이다. 2021년 고철 매각되었다. |

## 사진

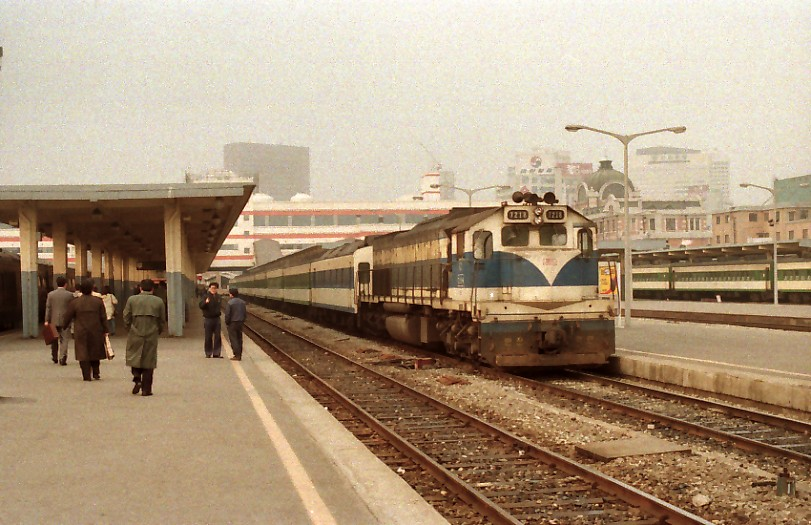
7218호 디젤 전기 기관차 (여객 전용 구 도색)
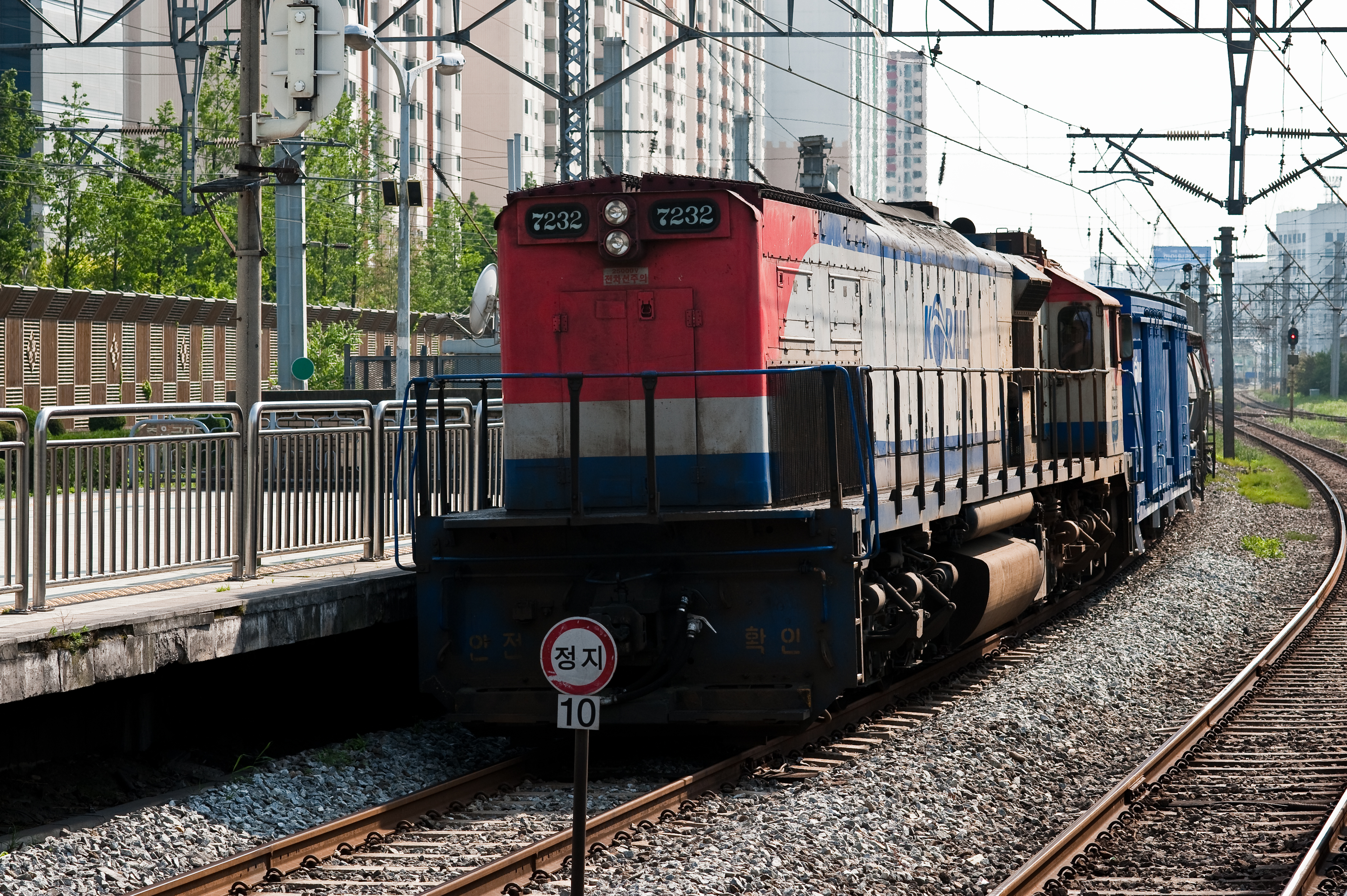
7232호 디젤 전기 기관차
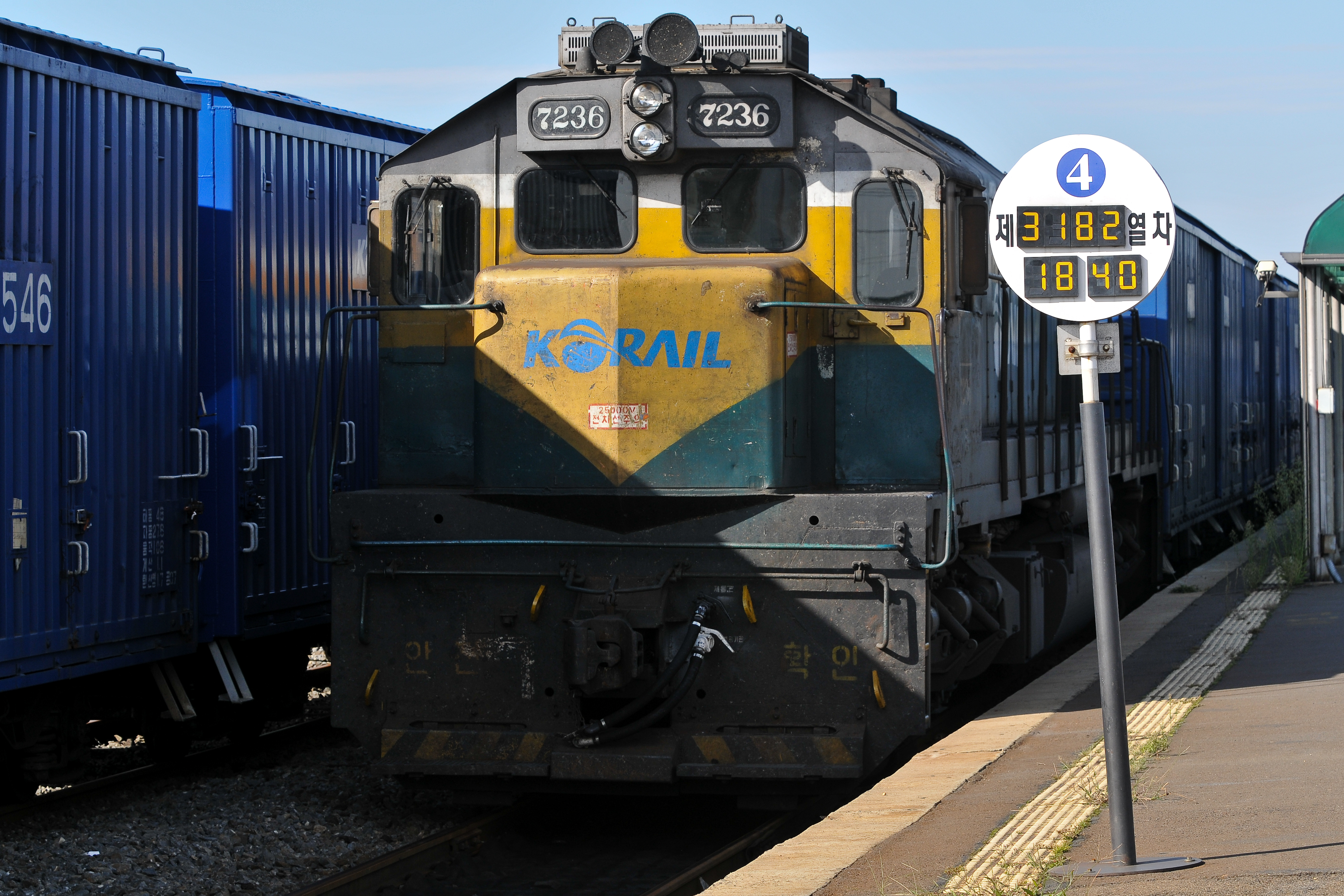
7236호 디젤 전기 기관차 (철도청 구 도색)

## 같이 보기
- 7300호대 디젤 기관차
- 7400호대 디젤 기관차
- 7500호대 디젤 기관차